# Сатурн INT-21
Сатурн INT-21 е американска ракета-носител от 70-те години на 20 век. Произлиза от ракета Сатурн V, използвана за програма Аполо и затова често се бърка с нея. Изстрелвана е само веднъж от космически център Джон Ф. Кенеди на Кейп Канаверъл с товар космическа станция Скайлаб. Изстрелването се състои в 17:50 GMT на 14 май 1973 г. Планирало се е да направят още изстрелвания, като например за удължаването на програма Аполо, Скайлаб Б и др. Сатурн INT-21 има две степени.